# Route départementale 10 (Var)
Pour les articles homonymes, voir Route départementale 10 et D10.
La route départementale 10 (D10) est un axe situé à l'est du département du Var qui relie la commune des Arcs à Salernes sur une distance d'environ 20 km.
Cette route est le principal axe reliant le sud-est du département au Haut-Var.
Bien que cette route desserve Salernes (ville affichée dès l'intersection avec la route nationale 7 en arrivant de Nice), elle se termine sur le territoire communal de Flayosc, ville située à 7 km de l'intersection avec la route départementale 557.
Entre Les Arcs et Taradeau, le pont ferroviaire (ligne de Marseille-Saint-Charles à Vintimille (frontière)) enjambe la départementale interdisant l'accès aux véhicules de plus de 3.5m.
Malgré les portiques installés de part et d'autre, de nombreux poids-lourds s'y retrouvent bloqués.
Pour ces poids-lourds, la solution est d'emprunter la route nationale 7 jusqu'à Vidauban puis de bifurquer vers Taradeau ou Lorgues.

Entre Taradeau et Lorgues, la route est relativement étroite.

## Inondations du 15 juin 2010
À la suite des inondations du 15 juin 2010, le pont de la Florièye à Taradeau a été détruit par les eaux coupant le village du monde et obligeant, durant tout l'été 2010, les automobilistes à faire un long détour par Les Arcs et Vidauban pour accéder à Taradeau et aller vers Lorgues et Salernes.
Un pont provisoire à voie unique régie par des feux tricolores est opérationnel depuis septembre 2010.